# Emmit King
Emmit King (Bessemer, Alabama, 24 de marzo de 1959-Bessemer, 28 de noviembre de 2021) fue un velocista de pista y campo estadounidense.

## Logros deportivos
Fue dos veces miembro del equipo de relevos estadounidense para los Juegos Olímpicos de Verano (Los Ángeles, Estados Unidos 1984 y Seúl, Corea del Sur 1988) pero no compitió. Ganó una medalla de oro en el I Campeonato del Mundo de Atletismo en 1983 celebrado en Helsinki, Finlandia en la prueba de relevos 4 × 100 metros lisos y una de bronce en la de 100 metros lisos compartiendo pódium con dos leyendas de la velocidad como Carl Lewis y Calvin Smith. Ese mismo año también fue campeón universitario de los Estados Unidos.
Hizo su mejor marca personal (10.04) en los 100 metros el 17 de junio de 1988, en el Campeonato de Atletismo al Aire Libre de Estados Unidos de 1988 en Tampa, Florida.
Mientras estaba en la Universidad de Alabama se convirtió en el Campeón Nacional de los 100 metros de la NCAA de 1983 (10,15 segundos). En 1986 se convirtió en miembro de la fraternidad Phi Beta Sigma a través del capítulo Theta Delta de la Universidad. King también se graduó de Hueytown High School en Alabama.

## Muerte
King murió en un tiroteo después de una disputa el 28 de noviembre de 2021 en Bessemer, Alabama.